# Ramulus tonkinense
Ramulus tonkinense är en insektsart som först beskrevs av Chen, S.C. och Su-qin Shang 2002.  Ramulus tonkinense ingår i släktet Ramulus och familjen Phasmatidae.
Artens utbredningsområde är Vietnam. Inga underarter finns listade i Catalogue of Life.